# 佐藤友則
佐藤 友則（さとう とものり、1977年12月31日 - ）は、日本の男性キックボクサー。北海道札幌市出身。OGUNI-GYM所属。現在はTOMONORIというリングネームで戦っている。現ISKAムエタイ世界フライ級王者。WBCムエタイインターナショナルフライ級王者。元UKF世界バンタム級王者。元WBCムエタイ日本フライ級、バンタム級王者。元WMCインターコンチネンタルスーパーフライ級王者。元NJKFフライ級王者。MACH　GOGO52kg最強トーナメント　優勝。

## 来歴

### 幼少期
幼少期にブルース・リーといった香港映画スターに憧れて、小学生の頃から空手を始める。中学3年生のときまでに、多くの大会で優勝した。高校入学後にアマチュアボクシングと柔道を始めた。柔道では、一週間練習しただけで小規模の大会で優勝した。その後UFCの影響もあって、プロ総合格闘家になるため、高校を中退して上京した。アマチュア修斗に出場しようと応募するが、出場可能な階級がなかったため断られた。そこで同じ中学出身だった大宮司進から、タイでの修行の話を聞き、キックボクシングに興味を持つようになり、アクティブJに入門する。その頃、アクティブJのタイ支部が出来たため、タイに渡る。

### プロデビュー
1997年9月28日に単身タイに渡り、タイのラジャダムナン・スタジアムでプロデビューする。タイ人に破れ、デビュー戦を黒星でスタートさせる。翌1998年2月28日に、NJKF加盟ジムに所属し、日本でもプロデビュー。柏木吾一に勝利する。1999年にOGUNIジムに移籍。
5Rに昇格し、2001年5月25日に押川童子丸と再戦。前回はTOMONORIの不戦勝だった。1R開始直後にハイキックでダウンを奪われるが、その後肘打ちでTKO勝ちをおさめた。
2003年4月6日にオランダで開催された「K-1 WORLD GP 2003 世界地区予選オランダ大会」のフレッシュマンファイト（2分5R）に出場。モハメド（モロッコ）と対戦し、4Rに1度ダウンを奪ったが、結果はドローに終わった。
11月9日に行われたNJKF興行の「VORTEX X」のNKBフライ級王者決定戦に出場。この頃はNJKFはNKBに加盟していたため、NKBの王座に挑戦した。TOMONORIは同級1位にランクされており、高橋拓也（同級2位）と対戦。相手のパンチのラッシュに付き合ってしまい1RKO負けを喫し、王座獲得に失敗した。

### 世界王座獲得
2004年3月13日、アメリカ合衆国のオクラホマ州でエリザベス・ルイス（アメリカ）の持つUKF世界バンタム級王座に挑戦。3R目にハイキックでKO勝ちし、王座を獲得。
2004年10月17日、ダミアン・トレイノー（イギリス / WMCヨーロッパスーパーフライ級王者）との王者決定戦において判定0-2で下しWMCインターコンチネンタルスーパーフライ級王者になる。
2006年1月15日にNJKF興行「ADVANCE I 〜前進〜」において行われた2005年度NJKF年間表彰で、4戦4勝3KOの好戦績を残したことと、タイでの試合が評価され殊勲賞と格闘技通信賞を受賞した。

### 最初の日本王座獲得
4月9日、高橋拓也（拳之会/王者）の持つNJKFフライ級王座に挑戦し、判定3-0で下し新王者になる。

### MACH GO! GO!優勝
9月1日にJ-NETWORK主催のフライ級トーナメント「MACH GO! GO! '06 〜フライ級最強決定トーナメント1回戦〜」に出場。飛燕野嶋（MA日本フライ級2位）と対戦し、5R判定0-0で延長Rに突入。手数でわずかに上回り、6R判定3-0で準決勝に進出した。TOMONORIは、この試合前の練習中に肋骨を骨折し、満足に動ける状態ではなかった。なお、公式上のこの試合結果は、5R0-0ドローである。またルールで、延長Rは2分となっている。
10月1日に松尾崇（J-NETWORKフライ級2位）と対戦。1R終了時の負傷判定3-0で勝利し、決勝戦進出を決めた。1R終了のゴングがなった直後に、右ハイキックが松尾に当たり、松尾はダウンした。インターバル終了後も松尾にダメージが残っていたため、ドクターストップがかかった。ゴングがなった瞬間、既にTOMONORIがパンチから繋がる右ハイキックのコンビネーションを出していたことと、流れの中での攻撃であったためにレフェリーが止めに入る前の攻撃だったことから反則は取られなかった。
11月22日「MACH GO! GO! '06〜フライ級最強トーナメント」の決勝戦に出場し、魂叶獅（J-NETWORKフライ級王者）と対戦。1Rに右ストレートでダウンを奪うと、5R判定3-0で優勝。ジャッジのスコアでは3、4点差がつく大差だった。

### ムエタイ世界王座挑戦
2007年3月18日にラッタナデェ・KTジム（タイ/元ルンピニー・スタジアムミニフライ級王者）と対戦。1R終了間際に左フックのクロスカウンターでダウンを奪われ、1R3:05KO負けを喫した。試合翌日に、ジムの会長に再戦を直訴した。また、ゴング格闘技2007年4月号のインタビューで、自身の目標がK-1出場であり、相手は70kgでもヘビー級でも構わないと発言した。
7月29日にディファ有明でラッタナデェ・KTジム（タイ）と再戦。ラッタナデェはルンピニー&ラジャダムナン・スタジアムミニフライ級1位のランカーになっており、試合開始前の名前コールで紙テープが頭に直撃するというハプニングがあった。しかし、離れ際の左フックで1R2:15KO勝ちした。
9月1日にタイのバンコク国立競技場で行われたWPMF世界スーパーフライ級王者決定戦で、ダーウサミン・イングラムジム（タイ/ラジャダムナン・スタジアムフライ級10位）と対戦。5R判定3-0で敗れ、王座獲得に失敗した。スコアはジャッジ全員が49-48という微妙な判定だった。
翌10月14日にWMC世界スーパーフライ級王者決定戦に出場。チャオタピー・ギャットコーウィット（タイ/WMC世界バンタム級6位）と対戦し、5R目に膝でダウンを奪われ判定負けした。
12月22日に地元札幌のZepp Sapporoで「NORTH LEGEND in Zepp Sapporo KICK BOXING FIGHTING 2007」という興行を自らプロデュースし、UKF世界バンタム級王座防衛戦を行った。チェ・ジンスン（韓国）と対戦し、3Rに右ローキックでダウンを奪い、4Rにさらに同じように右ローキックでダウンを奪うと、セコンドがタオルを投入し、4R0:43KO勝ちした。2R終了時に、TOMONORIがゴングの音に気づかず攻め続けてしまい、相手のセコンドが怒ってリング上で抗議するという一幕があった。この興行はレフェリーとジャッジ団がNJKF公認ではなかったため、NJKF非公式の戦績となっている。

### 2つ目の日本王座獲得
2009年9月23日に後楽園ホールで開催された「WBCムエタイルール日本統一王座決定戦」に出場。スーパーバンタム級の決勝戦（3分5R）で島んちゅ泰（MA日本バンタム級2位）と対戦。3Rにカウンターの右ストレートを当て、3R2:16KO勝ちを収め、初代王者になった。
2009年11月22日、第2代RISE55kg級王者決定戦で寺戸伸近と対戦し、2RKO負けで王座獲得ならず。

## 戦績
| キックボクシング 戦績 | キックボクシング 戦績 | キックボクシング 戦績 | キックボクシング 戦績 | キックボクシング 戦績 | キックボクシング 戦績 | キックボクシング 戦績 |
| --------------------- | --------------------- | --------------------- | --------------------- | --------------------- | --------------------- | --------------------- |
| 51 試合               | (T)KO                 | 判定                  | その他                | 引き分け              | 無効試合              |                       |
| 32 勝                 |                       |                       |                       | 3                     |                       |                       |
| 16 敗                 |                       |                       |                       | 3                     |                       |                       |

| 勝敗 | 対戦相手                                   | 試合結果                                    | 大会名 | 開催年月日     |
| ○    | ポンパン・エスジム                         | 2R 1:48 KO（飛びヒザ蹴り）                  | ニュージャパンキックボクシング連盟 「MuayThaiOpen 22」 | 2012年10月21日 |
| ×    | パンデーン・シットモンチャイ               | 2R 2:39 KO                                  | ノースエリア格闘技イベント BOUT 11 | 2012年3月18日  |
| ×    | ロミー・アダンザ                           | 2R 0:19 TKO（肘によるカット）               | ニュージャパンキックボクシング連盟 「KICK TO THE FUTURE 1」 【WBCムエタイインターナショナルスーパーフライ級王座決定戦】                                                                | 2012年2月18日  |
| ○    | ATCHアナーキー                             | 2R 2:14 KO（右ストレート）                  | ノースエリア格闘技イベント BOUT-X | 2011年10月10日 |
| ○    | ラチャシー・ポーシリポン                   | 3R 0:30 KO（左フック）                      | THAI FIGHT EXTREME JAPAN | 2011年8月7日   |
| ○    | キム・ヨンミン                             | 1R 3:02 TKO                                 | ノースエリア格闘技イベント BOUT-VIII | 2011年3月13日  |
| ×    | 藤原あらし                                 | 3R 1:18 KO（左肘打ち）                      | REBELS 3 | 2010年7月19日  |
| ○    | 民洞現                                     | 5R終了 判定3-0                              | ノースエリア格闘技イベント BOUT-VI | 2010年3月14日  |
| ×    | 寺戸伸近                                   | 2R 1:54 KO（3ダウン：パンチ連打）           | RISE 60 【第2代RISE55kg級王者決定戦】 | 2009年11月22日 |
| ○    | 島んちゅ泰                                 | 3R 2:16 KO（右ストレート）                  | ニュージャパンキックボクシング連盟 「WBCムエタイルール日本統一王座決定戦 〜ROAD TO REAL KING 11〜」 【WBCムエタイルール日本統一王座決定トーナメント バンタム級 決勝】                  | 2009年9月23日  |
| ○    | 松本圭一太                                 | 5R終了 判定3-0                              | ニュージャパンキックボクシング連盟 「WBCムエタイルール日本統一王座決定トーナメント準決勝 〜ROAD TO REAL KING 9〜」 【WBCムエタイルール日本統一王座決定トーナメント バンタム級 準決勝】 | 2009年7月26日  |
| ×    | ペッチシーニル・ポータナポル               | 2R 1:46 TKO（ドクターストップ：顔面カット） | ノースエリア格闘技イベント BOUT-IV | 2009年3月15日  |
| △    | KENT                                       | 5R終了 判定1-1                              | ムエローク Japan 2009 〜最大最強のムエタイ祭り〜 【M-1スーパーフライ級王座決定戦】 | 2009年1月18日  |
| ○    | 村浜武洋                                   | 3R終了 判定2-1                              | ニュージャパンキックボクシング連盟 「START OF NEW LEGEND XI 新しい伝説の始まり」 | 2008年9月27日  |
| ○    | チェ・ジンスン                             | 4R 0:43 TKO（セコンドからのタオル投入）     | NORTH LEGEND in Zepp Sapporo KICK BOXING FIGHTING 2007 【UKF世界バンタム級タイトルマッチ】                                                                                             | 2007年12月22日 |
| ×    | チャオタピー・ギャットコーウィット         | 5R終了 判定0-3                              | ニューキャパンキックボクシング連盟 「FIGHTING EVOLUTION XII〜進化する戦い12th〜THE“FIVE-STAR”FIGHT」                                                                                   | 2007年10月14日 |
| ×    | ダーウサミン・イングラムジム               | 5R終了 判定0-3                              | ムエタイ 日ータイ交流戦〜伝承〜INHERIT 【WPMF世界スーパーフライ級王座決定戦】 | 2007年9月1日   |
| ○    | ラッタナデェ・KTジム                       | 1R 2:14 KO（左フック）                      | ニュージャパンキックボクシング連盟 「Fighting Evolution IX MUAY Thai Open」 | 2007年7月29日  |
| ×    | ラッタナデェ・KTジム                       | 1R 3:05 KO（左フック）                      | ニュージャパンキックボクシング連盟 「FIGHTING EVOLUTION III〜進化する戦い〜3KINGS チャンピオンカーニバル」                                                                             | 2007年3月18日  |
| ○    | 魂叶獅                                     | 5R終了 判定3-0                              | J-NETWORK 【MACH GO! GO!'06 フライ級最強決定トーナメント 決勝戦】 | 2006年11月22日 |
| ○    | 松尾宗                                     | 5R終了 判定3-0                              | J-NETWORK 【MACH GO! GO!'06 フライ級最強決定トーナメント 準決勝】 | 2006年10月1日  |
| △    | 飛燕野嶋                                   | 5R終了 判定0-0 延長判定3-0                  | J-NETWORK 【MACH GO! GO!'06 フライ級最強決定トーナメント 一回戦】 | 2006年9月1日   |
| ○    | 三好純                                     | 3R終了 判定3-0                              | J-NETWORK 「GO! GO! J-NET '06 〜STREETS of FIRE〜」 | 2006年7月25日  |
| ○    | 高橋拓也                                   | 5R終了 判定3-0                              | ニュージャパンキックボクシング連盟 「ADVANCE III〜前進〜」 | 2006年4月9日   |
| ○    | ジャンモー・ルークノンディー               | 5R KO                                       | タイ国王生誕記念試合 王宮前広場 | 2005年12月4日  |
| ○    | クリス・ホワイト                           | 5R終了 判定3-0                              | ニュージャパンキックボクシング連盟 「INFINITE CHALLENGE IX 〜無限の挑戦〜」 | 2005年10月9日  |
| ○    | ダイヤモンド・ジム                         | 1R 0:47 KO（右ストレート）                  | WOLF REVOLUTION | 2005年10月9日  |
| ○    | 今井敦行                                   | 3R 1:54 KO                                  | WEBBWOODS presents IKUSA YGZ04 〜BIRD-BASE〜 | 2005年3月12日  |
| ○    | ダミアン・トレイノー                       | 5R終了 判定3-0                              | TOSHIMAX 【WMCインターコンチネンタルスーパーフライ級タイトルマッチ】 | 2004年10月17日 |
| ○    | エリザベス・ルイス                         | 3R KO                                       | アメリカ・オクラホマ 【UKF世界バンタム級タイトルマッチ】 | 2004年3月13日  |
| ×    | 高橋拓也                                   | 1R 1:04 KO（右フック）                      | ニュージャパンキックボクシング連盟 「VORTEX X 〜旋風〜」 【NKBフライ級王座決定戦】 | 2003年11月9日  |
| ○    | タイ人                                     | KO                                          | タイ・パタヤ | 2003年9月29日  |
| △    | モハメド                                   | 判定                                        | K-1オランダ | 2003年4月6日   |
| ×    | ポーラード・ノイ・トォー・センティアンノイ | 4R 2:41 KO（3ノックダウン）                 | ニュージャパンキックボクシング連盟 「VORTEX I 〜旋風〜」 | 2003年1月19日  |
| ○    | タイ人                                     | 1R KO                                       | タイ・パタヤ | 2002年9月22日  |
| ○    | 高嶺幸良                                   | 3R 1:54 KO（右フック）                      | ニュージャパンキックボクシング連盟 「DREAM RUSH 6」 | 2002年9月8日   |
| ×    | 川津真一                                   | 2R 2:48 KO（右ストレート）                  | ニュージャパンキックボクシング連盟 「DREAM RUSH 4」 【NKB統一トーナメント準決勝 フライ級】                                                                                             | 2002年5月12日  |
| ○    | モロッコ人                                 | 不明                                        | オランダ | 2002年2月15日  |
| ○    | HIDE                                       | 判定                                        | 後楽園ホール | 2001年11月2日  |
| ○    | ジャイゲオ・ホー・ファッカムロン           | 1R KO                                       | ラジャダムナン | 2001年9月30日  |
| ×    | 川津真一                                   | 4R 1:39 KO                                  | ニュージャパンキックボクシング連盟 「CHALLENGE TO MUAYTHAI 7」 | 2001年6月24日  |
| ○    | 押川童子丸                                 | 1R 0:44 TKO（肘によるカット）               | ニュージャパンキックボクシング連盟 「CHALLENGE TO MUAYTHAI 6」 | 2001年5月25日  |
| ○    | シントーン・P・ファッカムロン              | 2R KO                                       | ラジャダムナン | 2001年2月25日  |
| ×    | クマントーン・パヤックタイ                 | 不明                                        | UBCTVマッチ | 2000年11月20日 |
| ○    | 押川童子丸                                 | 不戦勝                                      | ニュージャパンキックボクシング連盟 「MILLENIUM WARS 8」 | 2000年9月24日  |
| ×    | エッグユット・F・ラゥムピブール            | 不明                                        | ラジャダムナン | 2000年5月25日  |
| ×    | タイ人                                     | 不明                                        | ラジャダムナン | 2000年2月25日  |
| ○    | 高橋伸浩                                   | 判定                                        | 仙台スポーツセンター | 1999年9月15日  |
| ○    | 高嶺幸良                                   | 不戦勝                                      | 後楽園ホール | 1999年3月22日  |
| ○    | 柏木吾一                                   | 不明                                        | 後楽園ホール | 1998年2月28日  |
| ×    | タイ人                                     | 不明                                        | ラジャダムナン | 1997年9月28日  |

## 獲得タイトル
- 第7代NJKFフライ級王座
- MACH GO! GO! '06 フライ級最強決定トーナメント 優勝
- WMCインターコンチネンタルスーパーフライ級王座
- UKF世界バンタム級王座
- 初代WBCムエタイバンタム級日本統一王座
- WBCムエタイ日本フライ級王座
- WBCムエタイインターナショナルフライ級王座
- ISKAムエタイ世界フライ級王座

## 受賞歴
- 2005年度殊勲賞（NJKF、2006年1月15日）
- 2005年度格闘技通信賞（NJKF、2006年1月15日）
- 2006年度敢闘賞（NJKF、2006年12月23日）
- 2006年度最高試合賞（NJKF、2006年7月29日のTOMONORI対ラッタナデェ・KTジム）（2007年1月6日）
- 2007年度格闘技通信賞（NJKF、2007年1月6日）
- 2007年度GONKAKU賞（NJKF、2007年1月6日）
- 2007年度スポーツナビ賞（NJKF、2007年1月6日）